# Німецько-американські відносини

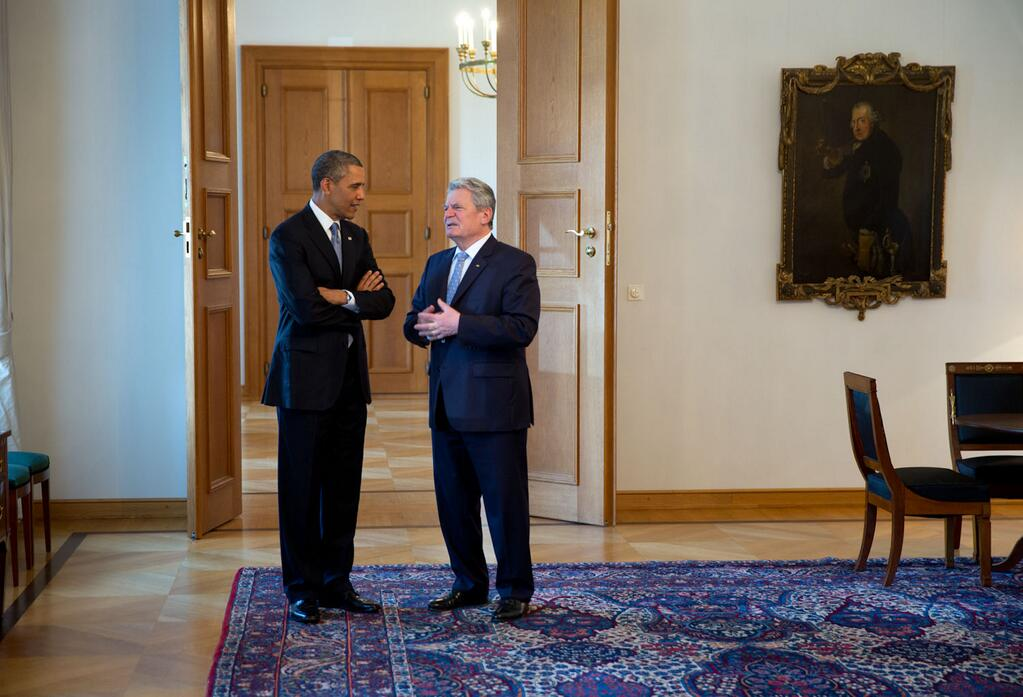
Зустріч президентів Німеччини та США в Берліні, 2013

Німецько-американські відносини — міжнародні відносини Німеччини і США. Сьогодні Сполучені Штати є одним з найближчих союзників і партнерів Європейського Союзу. Народи двох країн бачать один одного, як надійних союзників. Однак, вони не згодні в деяких ключових питаннях політики. Американці хочуть, щоб Німеччина грала активнішу військову роль, але німці категорично з цим не згодні. У 2014 році відносини стали напруженими в результаті прослуховування Агентством національної безпеки США телефону канцлера Ангели Меркель і арештів двох німецьких спецслужбовців, підозрюваних в шпигунстві на користь ЦРУ.

## Німецька імміграція в США
Протягом більше трьох століть, велика частка всіх американських іммігрантів припадає на німців. Станом на 2000 перепису населення США, більше 20 % всіх американців, і 25 % з білих американців, стверджують, що вони мають німецьке походження. Німецькі американці мають значний вплив на політичне життя в США в цілому. Це найбільш поширена етнічна група в на Півночі США, особливо в Середньому Заході. На півдні німецьких американців проживає менше, за винятком Флориди і Техасу.

### 1683—1848рр.
Перші згадки про німецьку імміграцію датуються 17-им століттям в Герментавн поблизу Філадельфії, імміграції з Німеччини в США досягли свого першого піку між 1749 і 1754, коли приблизно 37 000 німців прибули у Північну Америку.

### 1848—1914рр.
З 1848 близько 7 мільйонів німців емігрували до Сполучених Штатів. Багато з цих німців поселилися в містах Чикаго, Детройті та Нью-Йорку.
Невдалі німецькі Революції 1848 прискорили еміграції з Німеччини.
Між революцією і початком Першої світової війни близько одного мільйона німців поселилися в Сполучених Штатах. Ці німці терпіли нестатки в результаті переповнених судів; тиф, гарячка швидко поширювалися по кораблю через скрутні умовах. У середньому, необхідно було шість місяців, щоб дістатися до США, і багато хто загинув в дорозі в Новий Світ.
До 1890 більше 40 % населення з міст Клівленд, Мілвокі, Хобокен і Цинциннаті були німецького походження.
До кінця 19 століття німці сформували велику етнічну групу в Сполучених Штатах і їх звичаї стали невідємним елементом в американському суспільстві і культурі.
Політична участь американців німецького походження була зосередженою на участі в робочому русі. Німці в Америці зробила сильний вплив на рух робочої сили в Сполучених Штатах. Новостворені профспілки німецьких іммігрантів створювались, щоб поліпшити умови праці та інтегруватися в американське суспільство.

### З 1914 року
Поєднання патріотизму та анти-німецьких настроїв під час двох світових воєн спонукали більшість американців німецького походження скоротити свої колишні зв'язки і асимілюватися в основну американську культуру. Під час Третього рейху в Німеччині була ще одна велика хвиля еміграції з німецьких євреїв та інших політичних біженців.
Сьогодні німецькі американці складають найбільшу частину етнічної групи в Сполучених Штатах в Каліфорнії і Пенсільванії, проживає найбільша кількість німецьких американців.

## Порівняння країн
|                   | Німеччина                                                                        | Сполучені Штати |
| Населення         | 82060000                                                                         | 322109000 |
| Площа             | 357,021 км² (137847 квадратних миль)                                             | 9,526,468 км² (3794066 квадратних миль) [4] |
| Густота населення | 246 / км² (637 / кв миль)                                                        | 31 / км² (80 / кв миль) |
| Столиця           | Берлін                                                                           | Вашингтон, округ Колумбія |
| Найбільше місто   | Берлін — 3431700 (4500000 Метро)                                                 | Нью-Йорк - 8175133 (19006798 Метро) |
| Уряд              | Федеральна парламентська республіка                                              | Федеральна президентська конституційна республіка |
| Перший лідер      | Конрад Аденауер                                                                  | Джордж Вашингтон |
| Поточний лідер    | Олаф Шольц                                                                       | Джо Байден |
| Офіційні мови     | Німецька (де-факто і де-юре)                                                     | Англійська (де-факто) |
| Основні релігії   | 58 %християнство,37 %атеїсти, 4 %Іслам, 1 % інші [5]                             | 75 % християнство, 20 % атеїсти, 2,5 % Юдаїзм, Буддизм 1 %, 0,6 % Іслам 0,4 % Індуїзм 0,5 % інші релігії |
| Етнічні групи     | 80,9 % німецька,4,3 % Турецька,1,9 % Польська,1,5 % російська, 11,4 % інші [ред] | 74 % Білі 13,4 % афро-американець, 6.5 % інші раси 4.4 % американці вазіатського, 2.0 % Дві або більше раси, 0.68 % корінне населення чи корінні жителі Аляски, 0,14 %Гавайське населення або островів Тихого океану |
| ВВП (номінальний) | $ 3,66 трлн ($ 44660 на душу населення)                                          | $ 14,441 трлн ($ 47440 на душу населення) |
| Німці американці  | 99 891 особа, народжена в США, які живуть у Німеччині                            | 50 764 352 людей німецького походження, які проживають в США |
| Військові витрати | $ 45,93 млрд (2008 фінансовий рік)                                               | $ 663,7 млрд (2010 фінансовий рік) |

### Після 1941
- Backer, John H. The Decision to Divide Germany: American Foreign Policy in Transition (1978)
- Bark, Dennis L. and David R. Gress. A History of West Germany Vol 1: From Shadow to Substance, 1945—1963 (1989); A History of West Germany Vol 2: Democracy and Its Discontents 1963—1988 (1989), the standard scholarly history in English
- Junker, Detlef, et al. eds. The United States and Germany in the Era of the Cold War, 1945—1968: A Handbook, Vol. 1: 1945—1968; (2004) excerpt and text search; Vol. 2: 1968—1990 (2004) excerpt and text search, comprehensive coverage
- Gimbel John F. American Occupation of Germany (Stanford UP, 1968)
- Hanrieder Wolfram. West German Foreign Policy, 1949—1979 (Westview, 1980)
- Höhn, Maria H. GIs and Frèauleins: The German-American Encounter in 1950s West Germany (U of North Carolina Press, 2002)
- Immerfall, Stefan. Safeguarding German-American Relations in the New Century: Understanding and Accepting Mutual Differences (2006)
- Kuklick,. Bruce. American Policy and the Division of Germany: The Clash with Russia over Reparations (Cornell University Press, 1972)
- Ninkovich, Frank. Germany and the United States: The Transformation of the German Question since 1945 (1988)
- Nolan, Mary. «Anti-Americanism and Americanization in Germany.» Politics & Society (2005) 33#1 pp 88–122.
- Pettersson, Lucas. «Changing images of the USA in German media discourse during four American presidencies.» International Journal of Cultural Studies (2011) 14#1 pp 35–51.
- Pommerin, Reiner. The American Impact on Postwar Germany (Berghahn Books, 1995) online edition
- Smith Jean E. Lucius D. Clay (1990)
- Stephan, Alexander, ed. Americanization and anti-Americanism: the German encounter with American culture after 1945 (Berghahn Books, 2013)